# 谢述
谢述（390年—435年），字景先，小字道儿。陈郡阳夏人，东晋太傅谢安第二兄谢据之孙。
次兄谢纯担任荆州刺史刘毅门下的卫军长史，在江陵为官，他前往跟随。晋安帝义熙八年（412年），刘裕率王镇恶等将领攻击有二心的刘毅，刘毅兵败，谢纯被杀，谢述带着谢纯棺柩和家属坐船回金陵，途中遇暴风，装载谢纯棺柩的船只被吹不知去向，谢述乘小船去寻找，谢纯妻庾氏劝他不要去，谢述执意要去搜寻，最终找到半沉于水中的棺柩船只，他这一兄弟情深的行为受到宋武帝刘裕的嘉奖，在视察豫州时，重用他为主簿。
义熙十一年（415年），刘裕征讨荆州刺史司马休之，谢述以太尉府参军随军从征。以功封吉阳县五等侯。
谢述长兄谢景仁是宋武帝刘裕的亲家，景仁喜爱三弟谢甝而厌恶四弟谢述，有次宴请刘裕，原本希望能让谢甝相陪，但刘裕却叫谢述来，谢述知道长兄谢景仁不喜欢他，推脱请假不来，刘裕对他很看重，亲自去召唤，等他来后才开始宴席。后来谢景仁生病，谢述尽心营视，侍奉汤药，十多天顾不上洗涤、梳头，景仁深为愧疚，兄弟感情从此变得非常友爱。义熙十二年（416年），谢景仁去世，因身材肥壮，买来的几个棺木皆不合用，直至谢述亲自出去挑选才解决问题。
刘裕为帝后，谢述担任尚书祠部郎、太子中舍人，出补长沙内史。宋文帝元嘉二年（425年），拜为中书侍郎，后任武陵太守、彭城王刘义康门下的长史、领南郡太守。元嘉六年（429年），担任刘义康司徒府的左长史，转任左卫将军。他与尚书仆射殷景仁、领军将军刘湛是异常之交，谢述“美风姿，善举止”，刘湛每次对人说：“我对谢道儿是百看不厌。”
元嘉十年（433年），谢述出任吴郡太守、补吴兴太守。在郡清廉，为吏民所怀。他有心虚疾，性格有时乖僻。元嘉十二年（435年）在吴兴太守任上去世，时年四十六岁。他的棺木被运回金陵安葬，殷景仁、刘湛两人离城数十里去迎接，望船而流泪。
谢述夫人顺阳范氏，是范晔之姐，有三子：谢综、谢约、谢纬。谢综善于隶书，与舅范晔谋反被杀，弟谢约也连坐而死，谢约因尚宋文帝第五女长城公主，又素受谢综、谢约的厌恶，被免于死罪，流放广州。孙子謝朓为南齐的著名诗人。